# Verschluss des Ductus ejaculatorius
Der Verschluss des Ductus ejaculatorius (auch: zentraler Verschluss) ist ein angeborener oder erworbener, krankhafter Zustand, der durch den Verschluss einer oder beider Spritzkanäle (lat. Ductus ejaculatorius) verursacht wird. Somit ist der normale Abfluss (der meisten Komponenten) des Ejakulats nicht möglich.
Der Verschluss des Ductus ejaculatorius ist eine Ursache der Zeugungsunfähigkeit und/oder von Beckenschmerzen. Er darf nicht verwechselt werden mit einem Verschluss des Samenleiters.

## Prävalenz, Ätiologie und Symptome
Ein Verschluss des Ductus ejaculatorius ist in 1–5 % der Fälle die zugrundeliegende Ursache für eine Zeugungsunfähigkeit.
Der angeborene Verschluss wird meist durch Zysten des Müller-Gangs verursacht. Das Fehlen der Chloridkanäle und damit verbunden die unzureichende Befeuchtung des Schleims bei Patienten mit Mukoviszidose ist bei etwa 3 % der Patienten mit Azoospermie Ursache für eine angeborene beidseitige Aplasie der Samenleiter (CBAVD).
Der erworbene Verschluss entsteht durch eine Entzündung der Prostata (Prostatitis), z. B. nach einer Infektion mit Chlamydien und anderen Erregern oder durch eine seltene Tuberkulose der Prostata. Außerdem wurden Fälle von zeugungsunfähigen Männern beschrieben, in denen Kalksteinchen den Spritzkanal blockierten. In vielen Fällen verläuft eine Entzündung der Spritzkanäle unbemerkt und die Verschluss-Ursache bleibt ungeklärt.
Wenn beide Spritzkanäle vollständig verschlossen sind, sind die betroffenen Männer zeugungsunfähig aufgrund einer Aspermie und Azoospermie. Ihr Ejakulat hat ein sehr geringes Volumen mit sehr flüssiger Konsistenz oder fehlt vollständig (Aspermie), obwohl ein Orgasmus mit den dazugehörigen, unwillkürlichen Kontraktionen der Beckenbodenmuskulatur stattfindet und auch gefühlt wird („trockener Orgasmus“). Dies steht im Gegensatz zu einigen Formen der Anejakulation. Beim vollständigen Verschluss beider Spritzkanäle besteht ein eventuell vorhandenes Restvolumen des Ejakulats dann nur aus dem flüssigen Sekret der exokrinen Drüsen der Prostata, die „flussabwärts“ direkt in den Prostatateil der Harnröhre münden.
Des Weiteren scheint der Verschluss der Spritzkanäle eine Ursache für chronischen oder akuten Beckenschmerz des Mannes zu sein, insbesondere direkt nach einem Orgasmus. Im Falle der nachgewiesenen Zeugungsfähigkeit und ungeklärtem Beckenschmerz, kann auch eine ein- oder beidseitige Verengung des Spritzkanals die Schmerzursache sein. Eine Verengung, genau wie ein einseitiger Verschluss, äußert sich in der Regel nicht mit einer Azoospermie, sondern mit nur mäßig vermindertem Ejakulat-Volumen und gegebenenfalls Oligozoospermie.

## Diagnose
Im Spermiogramm fällt bei einem Verschluss beider Spritzkanäle eine Azoospermie auf, das heißt, es sind keine Spermien enthalten.
Da das Ejakulat, falls überhaupt noch vorhanden, nur noch aus dem sauren Sekret der exokrinen Prostatadrüsen besteht, aber der Gelee-ähnliche, fruktosehaltige Hauptanteil aus den Samenbläschen fehlt, enthüllt eine chemische Analyse des Ejakulates eine niedrige Fruktosekonzentration und einen niedrigen pH-Wert. Im Gegensatz dazu ist die Folge eines Verschlusses beider Samenleiter, z. B. nach beabsichtigter, operativer Sterilisation, ohne Mikroskop kaum merkbar: Das Ejakulat hat weiterhin etwa 80 % des vorherigen Volumens (da der Abfluss aus den Samenbläschen nicht behindert ist), enthält aber keine Spermien mehr. In solchen Fällen ist die Fruktosekonzentration normal oder sogar leicht erhöht.
Zur Diagnosesicherung und zum Ausschluss anderer Ursachen werden außerdem bildgebende Verfahren eingesetzt, nämlich transrektaler Ultraschall und Kernspintomographie. Beide Untersuchungsverfahren haben aber nur eine Sensitivität von etwa 50 % und eignen sich daher lediglich zum Ausschluss einer zugrundeliegenden Zyste. Eine entzündliche Verklebung des Spritzkanälchens ist mit bildgebenden Verfahren ohne Kontrastmittel weder zuverlässig auszuschließen noch zu beweisen. In 50 % der Fälle unklarer Azoospermie bei geringem Ejakulatvolumen lassen sich mit beiden Verfahren gar keine krankhaften Veränderungen nachweisen.
Funktionelle Untersuchungen haben eine höhere Sensitivität; so kann man z. B. die Samenbläschen über einen transrektalen Zugangsweg mit einer feinen Nadel punktieren und Flüssigkeit absaugen, um zu testen, ob dort Spermien enthalten sind. In derselben Sitzung kann man Kontrastmittel oder Farbstoff in die Samenbläschen spritzen, um zu testen, ob eine durchgängige Verbindung mit der Harnröhre besteht, d. h., ob der Ductus ejaculatorius durchgängig ist. Durch die Blockade des Abflussweges sollen vergrößerte Samenbläschen häufiger im transrektalen Ultraschall beobachtet werden, dies ist jedoch ebenfalls kein Beweis für einen Verschluss.
Da der Verschluss des Ductus ejaculatorius eine relativ seltene Ursache der Zeugungsunfähigkeit ist, ist die Erkrankung sogar einigen Urologen nicht bekannt.

## Behandlung
Eine gelegentlich angewendete Behandlungsmethode ist die Resektion der Vorderseite der Spritzkanäle (TURED), eine Operationsmethode ähnlich der transurethralen Resektion der Prostata, wie sie zur Behandlung der benignen Prostatahyperplasie angewendet wird. Dies ist ein relativ invasives Verfahren mit potentiell gefährlichen Komplikationen und erreichte in Studien eine auf natürlichem Weg herbeigeführte Schwangerschaftsrate von 20 %. Ein Nachteil dieser Methode ist die Zerstörung der „Ventile“ an den Öffnungen der Spritzkanäle in die Harnröhre, so dass Urin zurück in die Samenbläschen fließen kann und die Samenqualität verschlechtert.
Ein anderes, experimentelles, minimal-invasives Verfahren ist die Rekanalisierung der Spritzkanälchen mit einem Ballonkatheter. Dieses Verfahren wird in einer laufenden klinischen Studie getestet. Obwohl es weniger invasiv und gewebeschonender ist und die Anatomie der Spritzkanäle bewahrt, ist es ebenfalls nicht frei von Komplikationen und die Erfolgsrate ist unbekannt.
Normalerweise ist die Produktion von Samenzellen (Spermatogenese) bei den betroffenen Männern nicht beeinträchtigt, so dass zur Behandlung auch das ganze Arsenal der Reproduktionsmedizin, hier insbesondere In-vitro-Fertilisation, angewendet werden kann. Dabei wird aber ein Großteil der Behandlung auf die (in der Regel gesunde) Partnerin übertragen.